# August von Walther (Jurist)
August Christian von Walther (* 21. Mai 1805 in Aalen; † 30. Juni 1885 in Ravensburg) war ein deutscher Jurist und Politiker.

## Leben
Als Sohn eines Oberamtmanns geboren, wuchs Walther in Gündelhardt auf und besuchte die Lateinschule in Backnang und Nürtingen. Nach dem Besuch des Stuttgarter Obergymnasiums studierte er von 1823 bis 1827 Rechtswissenschaften in Tübingen. Während seines Studiums wurde er 1823 Mitglied der Burschenschaft Germania Tübingen, deren Vorstand er angehörte. Nach Examen und Referendariat war er als Gerichtsaktuar in Leutkirch, Oberjustizassessor und später als Oberjustizrat beim Gerichtshof in Ulm tätig. 1850 gehörte er der Dritten Verfassungberatenden Landesversammlung an. Er war dort Mitglied der Geschäftsordnungskommission. 1869 wurde er Obertribunalrat am Kreisgerichtshof in Ravensburg, wurde zweiter Vorstand und erhielt 1877 den Titel Vizedirektor. 1877 ging er in den Ruhestand.

## Ehrungen
- 1871: Orden der Württembergischen Krone, Ritterkreuz 1. Klasse
- 1875: Friedrichs-Orden, Kommenturkreuz 2. Klasse